# Vernonia (Oregon)
Vernonia és una població dels Estats Units a l'estat d'Oregon. Segons el cens del 2000 tenia 2.228 habitants.

## Demografia
Segons el cens del 2000, Vernonia tenia 2.228 habitants, 789 habitatges, i 583 famílies. La densitat de població era de 558,6 habitants per km².
Dels 789 habitatges en un 41,4% hi vivien nens de menys de 18 anys, en un 59,4% hi vivien parelles casades, en un 10,4% dones solteres, i en un 26% no eren unitats familiars. En el 20,9% dels habitatges hi vivien persones soles el 7,4% de les quals corresponia a persones de 65 anys o més que vivien soles. El nombre mitjà de persones vivint en cada habitatge era de 2,82 i el nombre mitjà de persones que vivien en cada família era de 3,29.
Per edats la població es repartia de la següent manera: un 34% tenia menys de 18 anys, un 6,5% entre 18 i 24, un 30,8% entre 25 i 44, un 18,9% de 45 a 60 i un 9,8% 65 anys o més.
L'edat mediana era de 32 anys. Per cada 100 dones de 18 o més anys hi havia 99,3 homes.
La renda mediana per habitatge era de 41.181$ i la renda mediana per família de 48.563$. Els homes tenien una renda mediana de 37.447$ mentre que les dones 24.219$. La renda per capita de la població era de 16.647$. Aproximadament el 8,6% de les famílies i el 9,7% de la població estaven per davall del llindar de pobresa.

## Poblacions més properes
El següent diagrama mostra les poblacions més properes.